# Buffalo (Észak-Dakota)
Buffalo város az USA Észak-Dakota államában. Lakosainak száma 195 fő (2020. április 1.).

## Népesség
A település népességének változása:

| 2010 | 188 |
| 2020 | 195 |